# Rodolfo IV da Varano
Rodolfo IV da Varano (... – Camerino, 1464) è stato un politico e condottiero italiano, signore di Camerino dal 1444 a 1464.

## Biografia
Era figlio di Piergentile da Varano e di Elisabetta Malatesta.
Scampò all'eccidio della famiglia Da Varano del 1434 grazie all'aiuto di alcuni amici, che lo nascosero a Cerreto, passando quindi a Pesaro presso Galeazzo Malatesta, signore di Pesaro e di Fossombrone e avo della madre Elisabetta. Nel frattempo nacque a Camerino la Repubblica, appoggiata da papa Eugenio IV. Rodolfo tornò al governo della città solo nel 1444 assieme al cugino Giulio Cesare, grazie all'appoggio di Carlo Fortebraccio, figlio di Braccio da Montone e dichiarato vicario pontificio. Fu però costretto a cedere Tolentino allo Stato della Chiesa. Passò al soldo dello Stato Pontificio e quindi del duca Francesco Sforza, che lo volle alla sua corte di Milano nel 1463. Ritornato nel 1464 a Camerino, morì nello stesso anno, forse avvelenato dal cugino Giulio Cesare.

## Discendenza
Rodolfo sposò Camilla d'Este, figlia naturale di Niccolò III d'Este, marchese di Ferrara, ed ebbero sette figli:
- Piergentile (?-1508)
- Ercole (?-1548), uomo d'armi
- Nicola Maria, morì fanciullo
- Nicolina (?-1481), sposò Pandolfo Malatesta
- Gentile, sposò Galeotto Malatesta
- Ginevra, sposò Muzio Colonna
- Fabrizio (?-1508), vescovo di Camerino dal 1482 al 1508

## Ascendenza
|                       |                        |                                   | Genitori                   |  |  | Nonni |  |  | Bisnonni              |  |  | Trisnonni            |  |
|                       |                        |                                   |                            |  |  |       |  |  | Gentile III da Varano |  |  | Berardo II da Varano |  |
|                       |                        |                                   |                            |  |  |       |  |  | Gentile III da Varano |  |  | Berardo II da Varano |  |
|                       |                        | Bellafiore di Gualtiero Brunforte |                            |  |  |       |  |  | Gentile III da Varano |  |  |                      |  |
| Rodolfo III da Varano |                        |                                   |                            |  |  |       |  |  | Gentile III da Varano |  |  |                      |  |
|                       |                        | Teodora Salimbeni                 | …                          |  |  |       |  |  |                       |  |  |                      |  |
|                       |                        | Teodora Salimbeni                 | …                          |  |  |       |  |  |                       |  |  |                      |  |
|                       |                        | Teodora Salimbeni                 | …                          |  |  |       |  |  |                       |  |  |                      |  |
| Piergentile da Varano |                        | Teodora Salimbeni                 |                            |  |  |       |  |  |                       |  |  |                      |  |
|                       |                        | …                                 | …                          |  |  |       |  |  |                       |  |  |                      |  |
|                       |                        | …                                 | …                          |  |  |       |  |  |                       |  |  |                      |  |
|                       |                        | …                                 | …                          |  |  |       |  |  |                       |  |  |                      |  |
| Costanza Smeducci     |                        | …                                 |                            |  |  |       |  |  |                       |  |  |                      |  |
|                       |                        | …                                 | …                          |  |  |       |  |  |                       |  |  |                      |  |
|                       |                        | …                                 | …                          |  |  |       |  |  |                       |  |  |                      |  |
|                       |                        | …                                 | …                          |  |  |       |  |  |                       |  |  |                      |  |
| Rodolfo IV da Varano  |                        | …                                 |                            |  |  |       |  |  |                       |  |  |                      |  |
|                       | Malatesta IV Malatesta | Pandolfo II Malatesta             |                            |  |  |       |  |  |                       |  |  |                      |  |
|                       | Malatesta IV Malatesta | Pandolfo II Malatesta             |                            |  |  |       |  |  |                       |  |  |                      |  |
|                       | Malatesta IV Malatesta | Paola Orsini                      |                            |  |  |       |  |  |                       |  |  |                      |  |
| Galeazzo Malatesta    | Malatesta IV Malatesta |                                   |                            |  |  |       |  |  |                       |  |  |                      |  |
|                       |                        | Elisabetta da Varano              | Rodolfo II da Varano       |  |  |       |  |  |                       |  |  |                      |  |
|                       |                        | Elisabetta da Varano              | Rodolfo II da Varano       |  |  |       |  |  |                       |  |  |                      |  |
|                       |                        | Elisabetta da Varano              | Camilla Chiavelli          |  |  |       |  |  |                       |  |  |                      |  |
| Elisabetta Malatesta  |                        | Elisabetta da Varano              |                            |  |  |       |  |  |                       |  |  |                      |  |
|                       |                        | Antonio II da Montefeltro         | Federico II da Montefeltro |  |  |       |  |  |                       |  |  |                      |  |
|                       |                        | Antonio II da Montefeltro         | Federico II da Montefeltro |  |  |       |  |  |                       |  |  |                      |  |
|                       |                        | Antonio II da Montefeltro         | Teodora Gonzaga            |  |  |       |  |  |                       |  |  |                      |  |
| Battista Malatesta    |                        | Antonio II da Montefeltro         |                            |  |  |       |  |  |                       |  |  |                      |  |
|                       |                        | Agnesina di Vico                  | Ugolino Gonzaga            |  |  |       |  |  |                       |  |  |                      |  |
|                       |                        | Agnesina di Vico                  | Ugolino Gonzaga            |  |  |       |  |  |                       |  |  |                      |  |
|                       |                        | Agnesina di Vico                  | Emilia della Gherardesca   |  |  |       |  |  |                       |  |  |                      |  |
|                       |                        | Agnesina di Vico                  |                            |  |  |       |  |  |                       |  |  |                      |  |